# Бюттен
Бюттен (фр. Butten) — коммуна на северо-востоке Франции в регионе Гранд-Эст (бывший Эльзас — Шампань — Арденны — Лотарингия), департамент Нижний Рейн, округ Саверн, кантон Ингвиллер. До марта 2015 года коммуна административно входила в состав упразднённого кантона Сар-Юньон (округ Саверн).
Площадь коммуны — 15,19 км², население — 670 человек (2006) с тенденцией к стабилизации: 673 человека (2013), плотность населения — 44,3 чел/км².

## Население
Население коммуны в 2011 году составляло 652 человека, в 2012 году — 663 человека, а в 2013-м — 673 человека.
| 1962 | 1968 | 1975 | 1982 | 1990 | 1999 | 2006 | 2008 | 2011 | 2012 | 2013 |
| ---- | ---- | ---- | ---- | ---- | ---- | ---- | ---- | ---- | ---- | ---- |
| 744  | 694  | 708  | 687  | 717  | 678  | 670  | 668  | 652  | 663  | 673  |

Динамика населения:

## Экономика
В 2010 году из 409 человек трудоспособного возраста (от 15 до 64 лет) 306 были экономически активными, 103 — неактивными (показатель активности 74,8 %, в 1999 году — 67,6 %). Из 306 активных трудоспособных жителей работали 286 человек (161 мужчина и 125 женщин), 20 числились безработными (5 мужчин и 15 женщин). Среди 103 трудоспособных неактивных граждан 22 были учениками либо студентами, 31 — пенсионерами, а ещё 50 — были неактивны в силу других причин.